# Операція «Aspides»
Операція «Aspides» (грец. Ασπίδες — «щити»), також відома як EUNAVFOR Aspides, — це військова операція Європейського Союзу у відповідь на атаки хуситів на міжнародне судноплавство в Червоному морі під час кризи у Червоному морі. На відміну від очолюваної США операції «Вартовий процвітання», «Aspides» є «суто оборонною» місією, спрямованою на посилення морського спостереження в регіоні, супровід торгових суден та захист від атак.

## Передумови
З початку війни між Ізраїлем та Газою хуситський рух здійснює атаки та захоплення певних суден, що проходять через Червоне море, у відповідь на ізраїльські атаки в Газі та решті Палестини.
З початку конфлікту до лютого 2024 року хусити атакували щонайменше чотири судна під прапорами країн ЄС.

## Місія
8 лютого 2024 року країни-члени ЄС ухвалили рішення в Раді Європейського Союзу розпочати операцію «Aspides», яка мала стартувати 19 лютого і тривати один рік. Базою операції стала Греція, а командування операціями було доручено офіцеру ВМС Греції.
Згідно з Європейською службою зовнішніх справ, метою операції є захист торгових суден від атак, їх супровід та посилення обізнаності про морську обстановку в регіоні. Таким чином, вона має «суто оборонний» мандат, що також підкреслювали офіційні особи ЄС, на відміну від очолюваної США операції «Вартовий процвітання». Місії доручено тісно координувати свої дії з операцією «Аталанта», іншою військово-морською місією ЄС у ширшому регіоні.
Зона операцій EUNAVFOR ASPIDES, згідно з її мандатом, охоплює протоки Баб-ель-Мандеб та Ормузьку протоку, а також міжнародні води в Червоному морі, Аденській затоці, Аравійському морі, Оманській затоці та Перській затоці.

## Структура сил

### Оперативний штаб
EUNAVFOR Aspides очолює командувач операції, контр-адмірал Василіос Грипаріс (ВМС Греції). Його було призначено командувачем операції 8 лютого 2024 року та підвищено до контр-адмірала 2 березня 2024 року.
Оперативний штаб EUNAVFOR ASPIDES знаходиться в Грецькому оперативному штабі Європейського Союзу (EL EU OHQ) в Ларисі, Греція. Європейська служба зовнішніх справ повідомила, що в оперативному штабі буде розміщено 130 офіцерів.
22 лютого уряд Швеції оголосив, що Швеція надішле військовий персонал для участі в операції «Aspides». Спочатку Швеція надішле чотирьох штабних офіцерів з можливістю збільшення їхньої кількості до десяти. 8 березня Фінляндія ухвалила рішення про участь в операції, надіславши максимум п'ятьох військових для виконання штабних обов'язків, а також до двох військових з аналогічними завданнями до операції «Вартовий процвітання». 28 березня уряд Естонії оголосив, що один член Сил оборони Естонії візьме участь в операції. Аналогічно, Національні збройні сили Латвії також отримали дозвіл на участь в операції.

#### Командування сил
Командувач сил (FCdr) здійснює командування та контроль над усіма військовими силами в зоні операції. Він та його штаб діють з флагманського корабля в Червоному морі.
З 2 лютого 2025 року командувачем сил є комодор Міхаїл Пантувакіс (ВМС Греції), на борту італійського есмінця FEDERICO MARTINENGO. Попереднім командувачем сил до 2 листопада 2024 року був комодор Константінос Пітікакіс (ВМС Греції), який служив на борту італійського есмінця Caio Duilio. Першим цю посаду обіймав італійський контр-адмірал Стефано Костантіно, який базувався на італійському есмінці Caio Duilio, а з 29 квітня — на італійському фрегаті Virginio Fasan. З 15 червня 2024 року цю посаду обійняв нідерландський комодор Джордж Пастур, який служив на борту нідерландського універсального корабля постачання Karel Doorman до 8 серпня 2024 року. З 8 серпня 2024 року посаду командувача сил обійняв контр-адмірал Массімо Бону до 2 листопада 2024 року.
| Корабель       | Національність                 | Клас     | Примітки | Посилання            |
| -------------- | ------------------------------ | -------- | --- | -------------------- |
| Andrea Doria   | Військово-морські сили Італії  | Есмінець | Увійшов до зони операцій 20 липня 2024 року, замінивши італійський фрегат Virginio Fasan, служить флагманом з 8 серпня 2024 року. | [ 24 ] [ 25 ]        |
| Forbin         | Військово-морські сили Франції | Фрегат   | Увійшов до зони операцій у червні 2024 року.                                                                                      | [ 26 ]               |
| Chevalier Paul | Військово-морські сили Франції | Фрегат   | | [ 27 ]               |
| Psara          | Військово-морські сили Греції  | Фрегат   | Замінив Hydra, прибув до зони операцій у червні 2024 року.                                                                        | [ 28 ] [ 29 ] [ 30 ] |

| Корабель               | Національність                     | Клас                              | Примітки | Посилання                                               |
| ---------------------- | ---------------------------------- | --------------------------------- | --- | ------------------------------------------------------- |
| Caio Duilio            | Військово-морські сили Італії      | Есмінець                          | Служив флагманом операції до 29 квітня. | [ 31 ] [ 21 ]                                           |
| Virginio Fasan         | Військово-морські сили Італії      | Фрегат                            | Брав участь в операції «Aspides» з 19 квітня по 20 липня, служив флагманом операції з 29 квітня по 15 червня під командуванням італійського контр-адмірала Стефано Костантіно. | [ 32 ] [ 21 ] [ 24 ]                                    |
| Federico Martinengo    | Військово-морські сили Італії      | Фрегат                            | - | [ 32 ]                                                  |
| Hessen                 | Військово-морські сили Німеччини   | Фрегат                            | На борту два Sea Lynx Mk88A. Покинув зону операцій 21 квітня 2024 року після успішного виконання завдань. | [ 33 ] [ 34 ] [ 35 ] [ 36 ]                             |
| Louise-Marie           | Військово-морські сили Бельгії     | Фрегат                            | Планував пройти Суецький канал 12 квітня, розгортання відкладено через невдалі операційні та технічні випробування під час переходу через Середземне море, включаючи інцидент, коли ракета RIM-7 Sea Sparrow нібито «застрягла» в пусковій установці. 27 квітня проблеми було вирішено, і Louise-Marie вирушив до зони операцій. Louise Marie залишався в зоні операцій до кінця червня 2024 року.                                                                                         | [ 37 ] [ 34 ] [ 38 ] [ 39 ] [ 40 ] [ 30 ]               |
| Hydra                  | Військово-морські сили Греції      | Фрегат                            | Перебував у зоні операцій з квітня по червень, замінений HS Psara. | [ 34 ] [ 22 ]                                           |
| Languedoc              | Військово-морські сили Франції     | Фрегат                            | - | [ 41 ]                                                  |
| Alsace                 | Військово-морські сили Франції     | Фрегат                            | - | [ 42 ]                                                  |
| Tromp F803 (2)         | Військово-морські сили Нідерландів | Фрегат                            | На борту NH90. Брав участь в операції «Вартовий процвітання» протягом 25 днів з кінця березня по кінець квітня 2024 року під час переходу до Індо-Тихоокеанського регіону, надаючи «допоміжну підтримку» операції «Aspides». Під час розгортання Tromp одного разу був піднятий по загальній тривозі, що стало першим таким інцидентом у ВМС Нідерландів з часів Югославських війн. | [ 43 ] [ 44 ]                                           |
| Karel Doorman A833 (2) | Військово-морські сили Нідерландів | Універсальний корабель постачання | Служив флагманом операції з 15 червня по 8 серпня 2024 року. Розгорнутий з травня по серпень в рамках операції «Aspides», на борту Eurocopter AS532 Cougar та шведська хірургічна команда, надавав «допоміжну підтримку» операції «Вартовий процвітання». Розгортання в Червоному морі було відкладено на початку травня через технічні проблеми з Goalkeeper CIWS, що продовжило його перебування на Військово-морській базі на Криті на кілька днів, вирушив до зони операцій 10 травня. | [ 45 ] [ 46 ] [ 47 ] [ 48 ] [ 49 ] [ 50 ] [ 23 ] [ 25 ] |

## Хронологія подій
27 лютого 2024 року німецький фрегат Hessen вступив у бій і знищив два дрони хуситів.
2 березня грецький фрегат Hydra пройшов Суецький канал, щоб приєднатися до операції в Червоному морі. Того ж дня Італійський есмінець Caio Duilio збив ракету хуситів над Червоним морем. Ракета була на відстані 4 милі (6,4 км) від есмінця, коли її збили. 12 березня Міністерство оборони Італії повідомило, що Caio Duilio збив два дрони хуситів у цілях самооборони.
13 березня грецький фрегат Hydra збив два дрони хуситів.
12 квітня бельгійський фрегат Louise-Marie не пройшов технічні операційні випробування в Середземному морі під час переходу до зони операцій, що відклало його розгортання на невизначений термін. Повідомлялося, що серед несправностей був випадок, коли ракета RIM-7 Sea Sparrow «застрягла» в пусковій установці.
20 березня вертоліт ВМС Франції, розгорнутий в районі Аденської затоки, протоки Баб-ель-Мандеб та Червоного моря для боротьби з повстанцями-хуситами, збив дрон, що сталося вперше.
21 березня вертоліт Sea Lynx Mk88A ВМС Німеччини вступив у бій і знищив безпілотний надводний апарат, коли той наближався до цивільного конвою. Того ж дня французький фрегат Alsace збив три балістичні ракети хуситів.
Станом на 26 березня французи випустили 22 ракети «Aster».
6 квітня німецький фрегат Hessen перехопив ракету, запущену з території, контрольованої хуситами.
25 квітня грецький фрегат Hydra обстріляв два дрони в рамках своєї місії в Аденській затоці. За повідомленнями, інцидент стався, коли фрегат захищав торгове судно на морському шляху. Грецький фрегат, як повідомляється, обстріляв два безпілотні літальні апарати (БПЛА) зі своєї 127-мм гармати: один дрон був збитий, а інший змінив курс і віддалився від торгового судна.
27 квітня проблеми, що заважали розгортанню бельгійського фрегата Louise-Marie, були вирішені, і корабель вирушив до зони операцій у Червоному морі.
8 травня Міністерство оборони Нідерландів повідомило, що Karel Doorman має технічні проблеми з однією зі своїх систем озброєння, що затримує розгортання в Червоному морі. Незалежні звіти підтвердили, що проблеми стосувалися Goalkeeper CIWS, який вважався повністю справним під час відправлення з Нідерландів 21 квітня. Після відправлення з Військово-морської бази на Криті 2 травня судно знову було помічено там 4 травня, де воно чекало ремонту до 10 травня, коли вирушило до зони операцій.
13 червня торгове судно Verbena було атаковане ракетою хуситів. Важко пораненого члена екіпажу евакуювали на Karel Doorman для надання медичної допомоги.
15 червня командування силами перейшло від італійського контр-адмірала Стефано Костантіно до нідерландського комодора Джорджа Пастура, який виконував обов'язки з борту Karel Doorman.
7 липня грецький фрегат Psara відбив атаку чотирьох дронів хуситів, збивши два з них.
20 липня італійський есмінець Andrea Doria приєднався до зони операцій, замінивши італійський фрегат Virginio Fasan, що покинув її.
8 серпня командування перейшло від нідерландського комодора Джорджа Пастура на борту Karel Doorman, що покинув зону, до італійського комодора Массімо Бону на борту італійського есмінця Andrea Doria.
21 серпня весь екіпаж танкера Sounion був врятований, коли судно дрейфувало приблизно 77 морських миль (143 км; 89 миля) на захід від порту Ходейда. Для евакуації екіпажу до сусіднього Джибуті 22 серпня 2024 року було використано французький фрегат Chevalier Paul.
Під час рятувальних операцій Chevalier Paul помітив наближення вибухового човна хуситів і успішно вступив у бій, знищивши його за допомогою 20-мм гармат Narwhal.